# جيم ريتشاردز
جيم ريتشاردز (بالإنجليزية: Jim Richards)‏ هو لاعب كرة قدم أمريكية أمريكي، ولد في 28 أكتوبر 1946 في تشارلوت في الولايات المتحدة.

## وصلات خارجية
- جيم ريتشاردز على موقع مرجع كرة القدم المحترفة.كوم (الإنجليزية)